# Tamara Iatsenko
Tamara Iatsenko (en ukrainien : Тама́ра Олекса́ндрівна Яце́нко) est une actrice de théâtre, de cinéma et télévision ukrainienne née le 19 août 1955 dans l'oblast de Kiev (URSS).

## Biographie
Tamara Oleksandrivna Iatsenko est née dans le village de Horenka en 1955 et situé dans l'oblast de Kiev,,. Elle a été formée au Théâtre national Ivan Franko en 1975 puis à l'Académie russe des arts du théâtre en 1990.
Depuis 1979, elle a joué au Théâtre académique national Molodyy de Kiev. En plus de jouer au théâtre, Iatsenko a également joué dans des films et des émissions de télévision. Elle a également été comédienne pour les doublages de La Petite Sirène (1989) et Moi, moche et méchant (2010).

### Théâtre
Elle a été actrice au Théâtre national académique de la jeunesse de Kiev de 1979 à 2022.
- Pronia Prokopivna dans За двома зайцями Derrière deux lièvres de Mykhaïlo Starytsky
- Belle-mère dans Попелюшка Cendrillon de A. Spadavecchia
- Bettina dans Циліндр Cylindre de E. de Filippo
- Hortense dans l' Orchestre de Jean Anouilh
- La grand-mère dans Чудна баба Merveilleuse grand-mère de N. Sadour
- Kateryna dans  Сватання на Гончарівці, Correspondance sur Goncharivka de Grigori Kvitka-Osnovianenko

### Filmographie
- 1981 : La confiance qui s'est brisée" (Трест, що лусну), réalisateur Alexandre Pavlovski
- 1991 : 
  - Mina Mazaïlo (Мина Мазайло),
  - Malachie du peuple (Народний Малахій) la mère et bandercha
- 1992 : Ivan et la jument" (Іван та кобила) de Volodymyr Fessenko
- 2018 : Donbass de Sergueï Loznitsa[6]

### Doublages
Les voix dans les versions ukrainiennes de Moi, moche et méchant, la mère de Gru et dans La Petite Sirène, Ursula.

### Récompenses
- Festival de théâtre de Soumy (1982)
- Prix du Théâtre M. Boychenko (1983)
- Artiste du peuple d'Ukraine (1992)